# Codolet
Codolet ist eine französische Gemeinde mit 597 Einwohnern (Stand: 1. Januar 2022) im Département Gard in der Region Okzitanien; sie gehört zum Arrondissement Nîmes und zum Kanton Roquemaure (bis 2015: Kanton Bagnols-sur-Cèze).

## Geographie

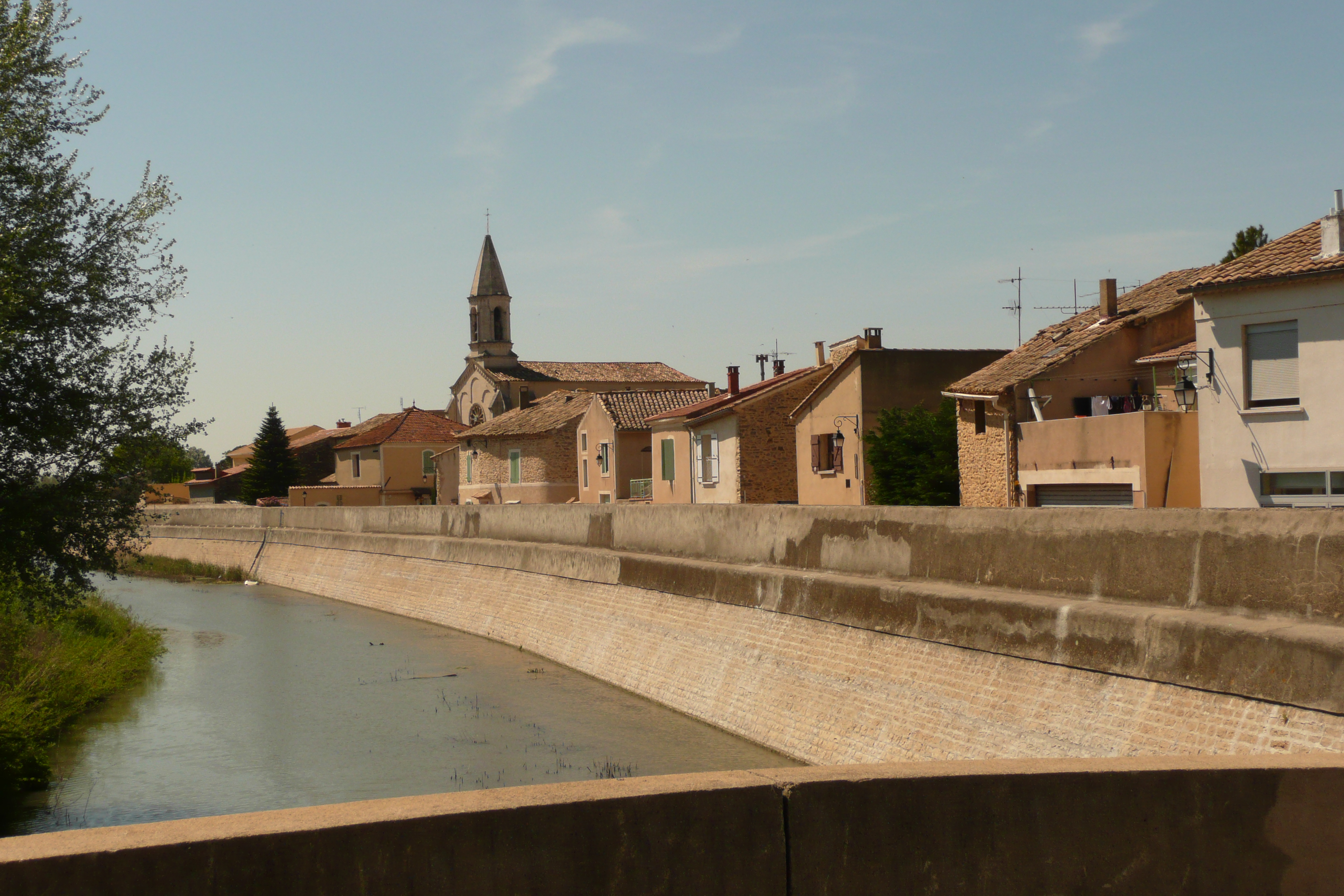
Codolet am Fluss Cèze

Codolet liegt zwischen Cèze (West- und Südgrenze) und Rhone (Ostgrenze der Gemeinde) im Weinbaugebiet Côtes du Rhône. Im Süden mündet zunächst der Tave in die Cèze und diese daraufhin in die Rhône. Umgeben wird Codolet von den Nachbargemeinden Chusclan im Norden, Caderousse im Osten, Laudun-l’Ardoise im Süden und Südwesten sowie Orsan im Westen.

## Bevölkerungsentwicklung
| Jahr                       | 1962 | 1968 | 1975 | 1982 | 1990 | 1999 | 2006 | 2017 |
| Einwohner                  | 381  | 393  | 386  | 433  | 458  | 558  | 673  | 660  |
| Quellen: Cassini und INSEE |      |      |      |      |      |      |      |      |

## Sehenswürdigkeiten

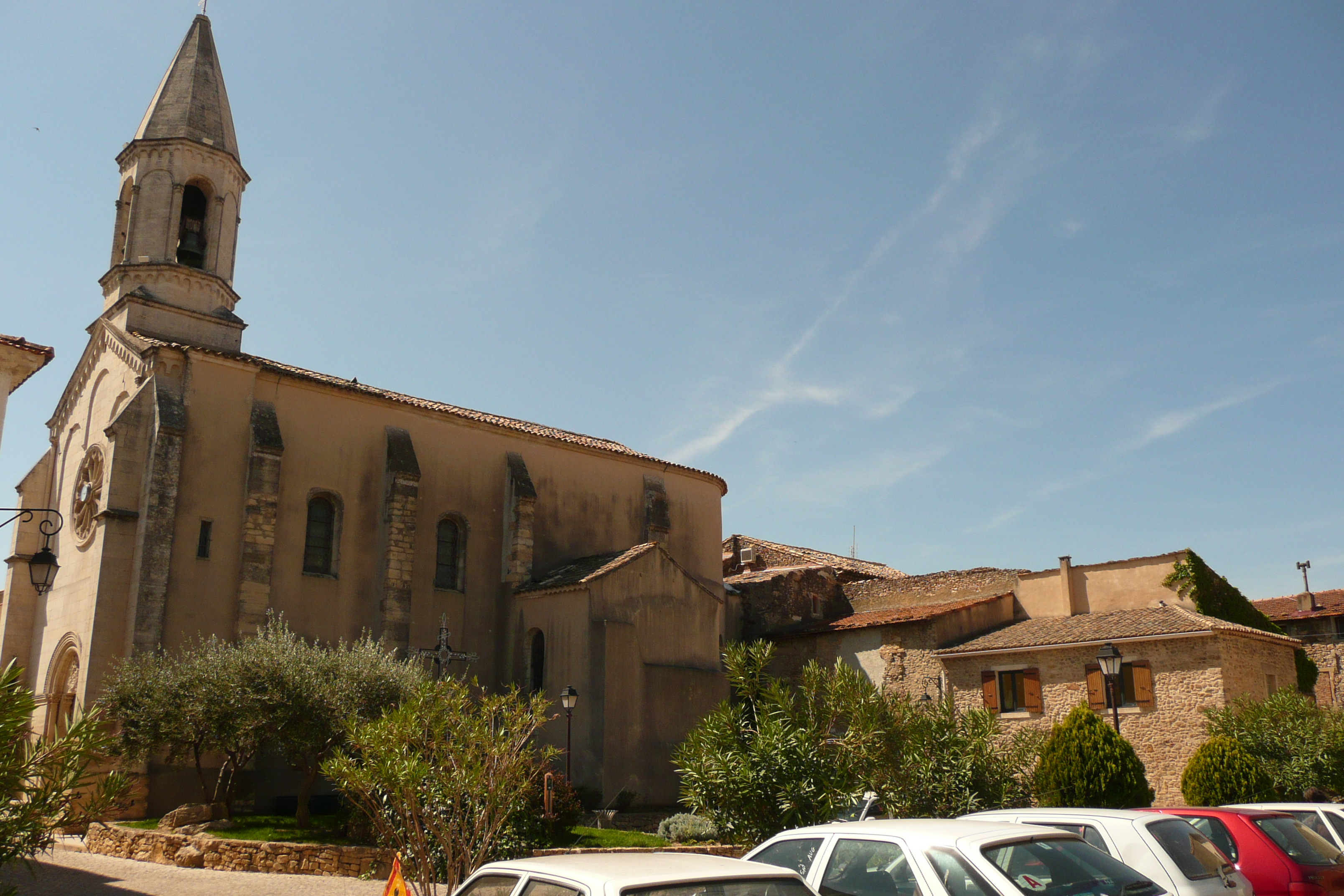
Kirche Saint-Michel
- historisches Ortszentrum
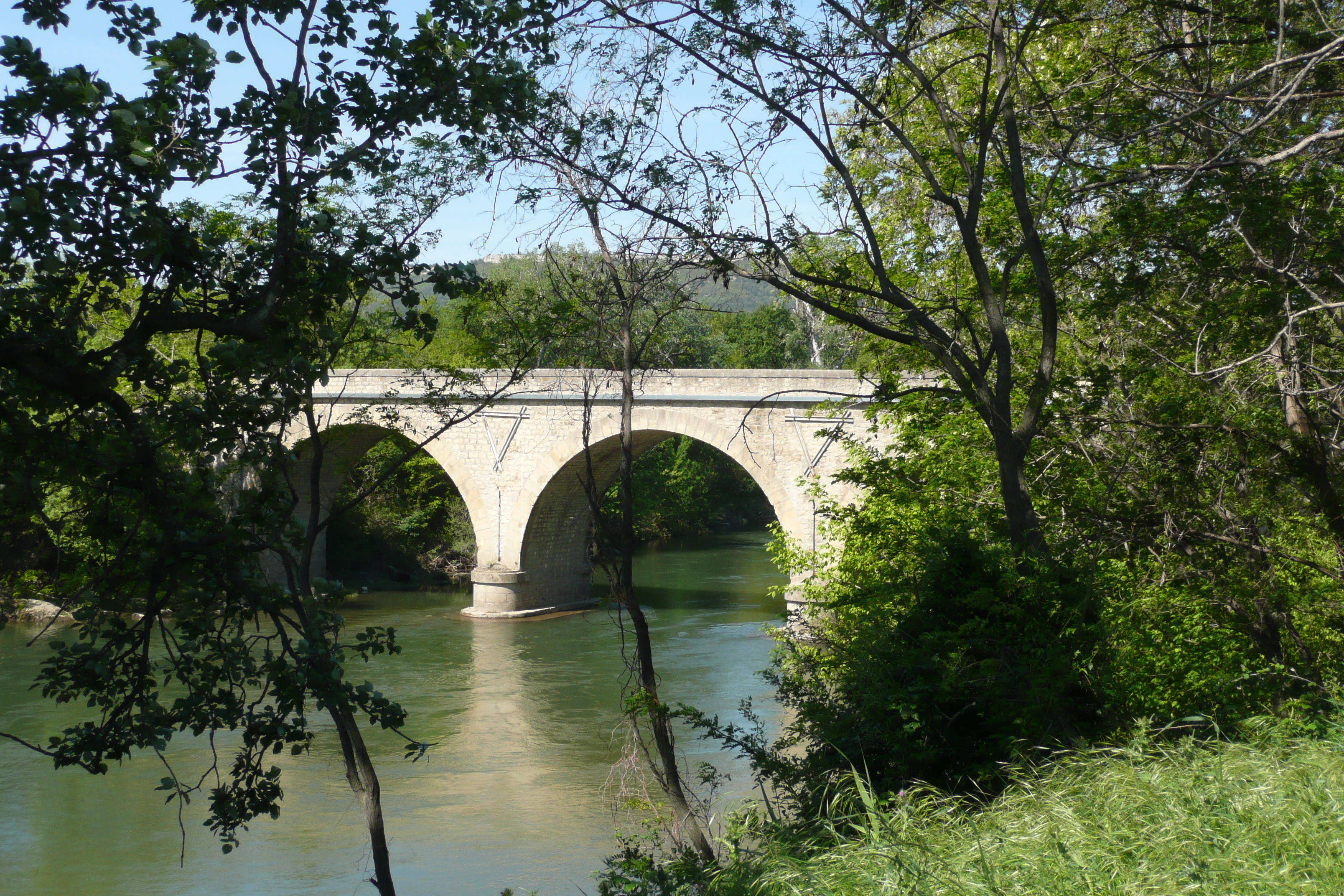
Brücke über die Cèze

- Kirche Saint-Michel
- Brücke über die Cèze